# Tony Allen (football)
Pour les articles homonymes, voir Tony Allen (homonymie) et Allen.
Anthony Allen, dit Tony Allen, né le 27 novembre 1939 à Stoke-on-Trent et mort dans la même ville le 2 décembre 2022,, est un footballeur international anglais. Il évolue au poste de défenseur gauche du milieu des années 1950 au début des années 1970.

## Biographie

### En club
Après avoir débuté le football dans des équipes de Stoke-on-Trent, Tony Allen devient professionnel dans le club de Stoke City le 27 novembre 1956. Durant ses 14 années à Stoke City, il joue 417 matchs et marque 2 buts. Dans ce club, il détient le record du nombre de rencontres consécutives jouées avec 121 matchs entre mars 1960 et mars 1963 . En octobre 1970, il est transféré au Bury FC, où il restera 13 mois et jouera 29 matchs. Après être passé par le Hellenic FC, en Afrique du Sud, puis par le Stafford Rangers FC, il arrête sa carrière en 1973.

### En sélection
À partir de 1958, Tony Allen participe à plusieurs rencontres avec les espoirs anglais.

Entre octobre et novembre 1959, il participe à trois matchs avec l'équipe senior. Le premier se déroule le 17 octobre face au Pays de Galles à l'occasion du British Home Championship, une compétition qui oppose les 4 nations du Royaume-Uni. 11 jours plus tard, il participe à un match amical perdu face à la Suède. Sa dernière sélection a lieu le 18 novembre face à l'Irlande du Nord lors du British Home Championship.
| # | Date             | Lieu                                 | Adversaire      | Résultat | Compétition                         |
| - | ---------------- | ------------------------------------ | --------------- | -------- | ----------------------------------- |
| 1 | 17 octobre 1959  | Ninian Park, Cardiff, Pays de Galles | Pays de Galles  | 1 - 1    | British Home Championship 1959-1960 |
| 2 | 28 octobre 1959  | Wembley Stadium, Londres, Angleterre | Suède           | 2 - 3    | Match amical                        |
| 3 | 18 novembre 1959 | Wembley Stadium, Londres, Angleterre | Irlande du Nord | 2 - 1    | British Home Championship 1959-1960 |

## Palmarès
Avec Stoke City, Tony Allen est vainqueur de la 2e division anglaise 1962-1963 et finaliste de la coupe de la Ligue 1964 perdue face à Leicester City.